# Кайманов, Никита Фадеевич

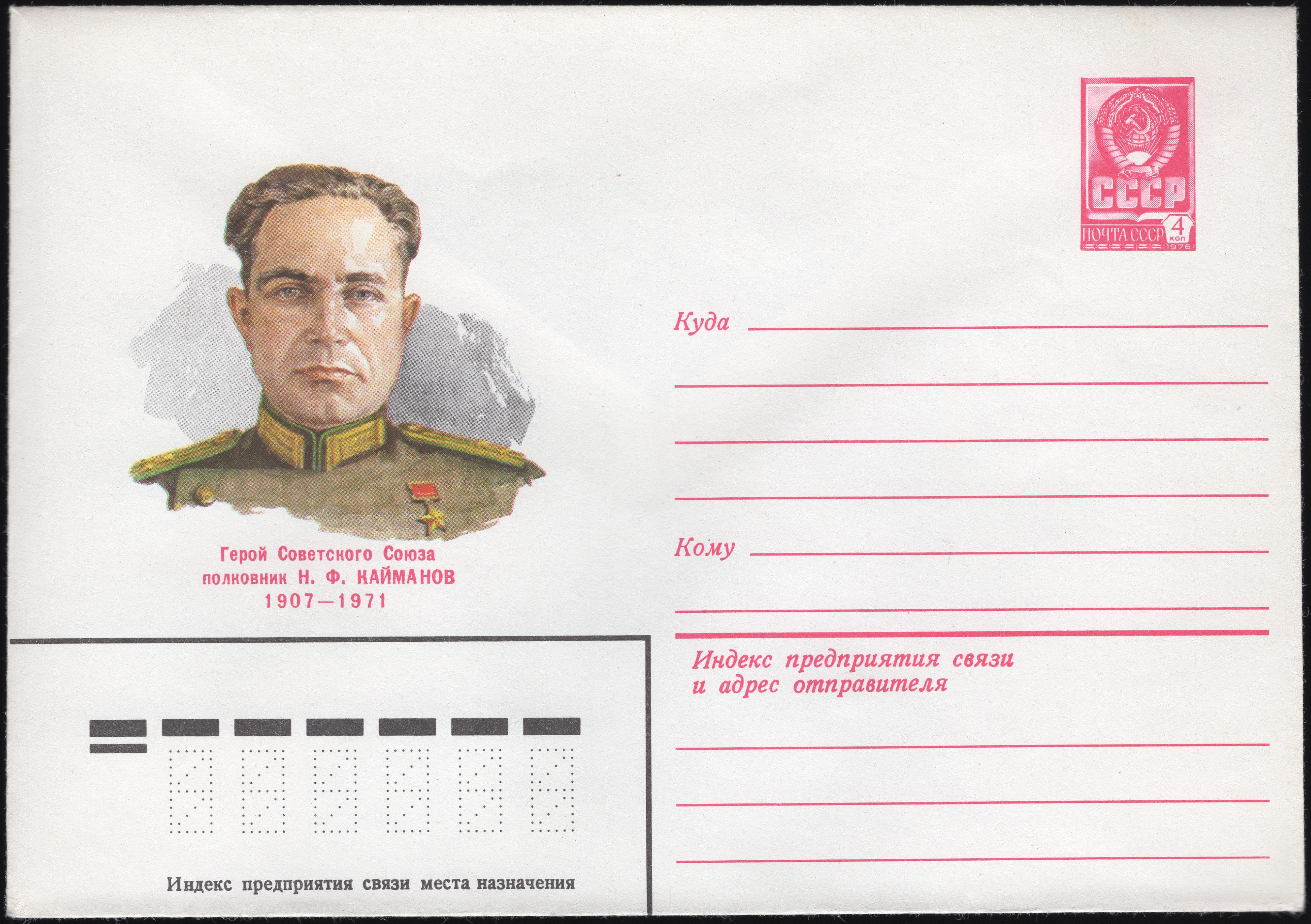
Почтовый конверт СССР, 1980 год

Ники́та Фаде́евич Кайма́нов (1907—1972) — советский пограничник, Герой Советского Союза.

## Биография
Родился 9 сентября (24 сентября по новому стилю) 1907 года в селе Прости Уфимской губернии (ныне Нижнекамского района Республики Татарстан) в крестьянской семье.
Работал в городе Елабуге (Татарстан) кровельщиком, затем матросом на реках Волге и Каме, на Чусовском металлургическом заводе в Пермской области.
В Пограничных войсках с 1929 года, служил на Кавказе. Член ВКП(б)/КПСС с 1931 года.
В 1931 году за обезвреживание опасного бандита был награждён орденом Красной Звезды. В 1939 году был направлен командиром оперативно-разведывательной группы в Карельский пограничный округ.
Участник советско-финляндской войны 1939—1940 годов.
В 1940 году, после окончания командных курсов «Выстрел», старший лейтенант Кайманов был назначен начальником отделения боевой подготовки 80-го погранотряда Карело-Финского пограничного округа.
Участник Великой Отечественной войны с июня 1941 года. Старший лейтенант Кайманов Н. Ф. в конце июня 1941 года на карельском участке государственной границы СССР 19 суток (из них 14 — в полном окружении) во главе сводного отряда пограничников численностью 146 человек (личный состав 5, 6 и 7 застав и приданный взвод 51-го стрелкового полка) отражал многочисленные атаки противника (2 батальона финских егерей). Потеряв связь с командованием и выполнив боевую задачу, отряд прорвал кольцо окружения и, пройдя по болотам и лесам 160 километров, соединился с советскими войсками. В этих боях погибло 14 пограничников, свыше 40 были ранены, сам Кайманов контужен.
Указом Президиума Верховного Совета СССР «О присвоении звания Героя Советского Союза начальствующему и рядовому составу войск НКВД СССР» от 26 августа 1941 года за «образцовое выполнение боевых заданий командования на фронте борьбы с германским фашизмом и проявленные при этом отвагу и геройство» удостоен звания Героя Советского Союза с вручением ордена Ленина и медали «Золотая Звезда» (№ 686).
В дальнейшем служил в Дивизии имени Дзержинского войск НКВД. С ноября 1942 по сентябрь 1945 годов командовал 131-м отдельным мотострелковым пограничным полком НКВД.
В ноябре-декабре 1943 года полк под его командованием обеспечивал охрану встречи «Большой тройки» в Тегеране, затем оставлен в Иране для охраны военных объектов и дорог доставки грузов по ленд-лизу. В 1943—1945 годах исполнял обязанности начальника гарнизона советских войск в Тегеране.
В 1948 году окончил Военную академию имени М. В. Фрунзе.
С 1948 года был начальником пограничного отряда в г. Сортавала.
В 1953—1958 годах — военный советник при начальнике пограничных войск Чехословакии.
С 1958 года полковник Кайманов Н. Ф. — в запасе.
Жил в Москве. Умер 13 февраля 1972 года. Похоронен на Раевском кладбище в Москве.

## Память
- Имя Н. Ф. Кайманова носят улицы родного села Прости, города Нижнекамска (Татарстан), городов Суоярви, Сортавала.
- В селе Прости установлен бюст героя, в Нижнекамске — мемориальная доска.
- В школе № 9 г. Нижнекамска с 1975 года работает музей Н. Ф. Кайманова.
- Постановлением Совета Министров СССР от 28 июля 1972 года имя Н. Ф. Кайманова присвоено пограничной заставе № 6 Суоярвского пограничного отрада Северо-Западного пограничного округа, которую он героически оборонял в 1941 году. Навечно зачислен в списки личного состава этой заставы. На заставе установлен памятник Н. Ф. Кайманову.
- В Набережных Челнах и в родном селе Прости есть школа имени Героя Советского Союза Никиты Кайманова.
- В Москве мемориальная доска Н. Ф. Кайманову по адресу: Осташковская ул., д. 23. Надпись на мемориальной доске: «На этом месте был дом, в котором жил Герой Советского Союза Кайманов Никита Фадеевич».

## Награды
- Герой Советского Союза (26.08.1941)
- Награждён также четырьмя орденами Красного Знамени, орденом Красной Звезды, орденом Трудового Красного Знамени Азербайджанской ССР (1932), а также медалями.